# Senegal na Letnich Igrzyskach Olimpijskich 1996
Senegal na Letnich Igrzyskach Olimpijskich 1996 reprezentowało 11 zawodników (sami mężczyźni). Był to 9 start reprezentacji Senegalu na letnich igrzyskach olimpijskich.

## Skład kadry

### Judo
Mężczyźni
- Abdoul Karim Seck – waga do 65 kg – 21. miejsce,
- Khalifa Diouf – waga powyżej 95 kg – 21. miejsce

### Lekkoatletyka
Mężczyźni
- Oumar Loum – bieg na 200 m – odpadł w ćwierćfinale,
- Ibou Faye – bieg na 400 m przez płotki – odpadł w półfinale,
- Hamidou M’Baye – bieg na 400 m przez płotki – odpadł w eliminacjach
- Tapha Diarra, Aboubakry Dia, Hachim N’Diaye, Ibou Faye – sztafeta 4 × 400 m –  4. miejsce
- Cheikh Touré – skok w dal – 18. miejsce

### Zapasy
Mężczyźni
- Félix Diédhiou – styl wolny waga do 68 kg – 17. miejsce,
- Alioune Diouf – styl wolny waga do 82 kg – 21. miejsce